# Сампстед, Альфонс
Альфонс Сампстед (исл. Alfons Sampsted; родился 6 апреля 1998 года, Коупавогюр, Исландия) — исландский футболист, защитник английского клуба «Бирмингем Сити» и сборной Исландии.

## Клубная карьера
Сампстед — воспитанник клуба «Брейдаблик». В 2015 году для получения игровой практики Альфонс был отдан в аренду в «Тоур». 5 сентября в матче против «Гриндавика» он дебютировал в Первом дивизионе Исландии. По окончании аренды Сампстед вернулся в «Брейдаблик». 1 мая 2016 года в матче против «Викингура» он дебютировал в чемпионате Исландии. В начале 2017 года Сампстед перешёл в шведский «Норрчёпинг». 16 мая в матче против «Кальмара» он дебютировал в Аллсвенскан. Летом 2018 года Сампстед был арендован клубом «Ландскруна». 10 августа в матче против «Дегерфорса» он дебютировал в Суперэттан. 30 сентября в поединке против «Фрея» Альфонс забил свой первый гол за «Ландскруну». В 2019 году Сампстед был арендован клубом «Сильвия», а затем вернулся в «Брейдаблик».
В начале 2020 года Сампстед перешёл в норвежский «Будё-Глимт». 16 июля в матче против «Викинга» он дебютировал в Типпелиге. 22 сентября в поединке Кубка Норвегии против «Альта» Альфонс забил свой первый гол за «Буде-Глимт». В 2020 году он помог клубу выиграть чемпионат.
12 августа 2024 года перешёл на правах аренды в английский «Бирмингем Сити». 13 августа дебютировал за клуб в матче Кубка лиги против «Чарльтон Атлетика», выйдя на замену на 69-й минуте вместо Итана Лэрда.

## Международная карьера
16 января 2020 года в матче товарищеский матч против сборной Канады Сампстед дебютировал за сборную Исландии.

## Достижения
«Будё-Глимт»
- Победитель Типпелиги: 2020

«Бирмингем Сит»
- Победитель Лиги 1: 2024/25